# Хина (мифология)
Хина (букв. «девушка») — имя нескольких богинь и женщин в полинезийской мифологии. В некоторых мифах Хина — жена героя — хитреца Мауи, также встречаются легенды, где Хина состоит в браке с богами Тане и Тангароа. Хина часто ассоциируется с луной и смертью, а Суки — с возрождением.

## Новая Зеландия
Туна-роа, отец всех угрей, жил в заводи возле дома Тами. Суки, жена Тами, каждый день приходила туда, чтобы наполнить свой калебас водой. Однажды, когда Суки наполняла водой калебас, бог-угорь выскочил из воды и изнасиловал её. Когда на следующий день это повторилось, Суки рассказала всё своему мужу Тами.
Тами выкопал большой ров, соединяющий заводь с морем, и поставил большую сеть. Когда пошёл дождь, заводь, где жил Тана-роа, переполнилась водой, его унесло в ров, выкопанный Тами, и он попался в сети. Тами отсёк голову Тана-роа, выкинул её в море и разрубил хвост бога-угря на множество кусков.
Голова бога-угря превратилась в рыбу, большая часть хвоста превратилась в морского угря, а мелкие куски — в пресноводных угрей. Таким образом, Туна-роа стал отцом всех угрей.

## Туамоту и Таити
Некоторое время, богиня Хина жила с Те Туной, богом угрей. Но она устала от своего мужа, и захотела найти новую любовь. Хина сказала Туне, что пойдёт за вкусной едой для него, и отправилась на сушу.
Хина странствовала по разным краям в поисках любви, но все мужчины боялись мести Туны. Наконец, она встретила Мауи, чья мать Хуа-хега заставила его жениться на богине.
Когда люди узнали о браке Мауи и Хины, они рассказали все Туне. Сначала Туне было безразлично, но люди приходили вновь и вновь, и это стало его раздражать, Туна решил отобрать у Мауи свою жену.
Вместе с четырьмя союзниками Туна ворвался в дом Мауи на огромной морской волне. Но сила Мауи была столь велика, что он оттолкнул волну, отбросив Туну и его союзников на скалы. Трое из союзников погибли, один сбежал со сломанной ногой. Что касается Туны — Мауи пощадил его и оставил в живых.
Некоторое время Туна жил в мире в доме Мауи. Но однажды бог угрей вызвал героя на дуэль. Каждому давалась одна попытка проникнуть в тело соперника и попытаться убить его. За победу Туна получил бы свою жену обратно. Первой была попытка Туны. Он уменьшил себя и проникнул в тело Мауи. Но после его попытки убийства Мауи остался цел и невредим. Наступила очередь Мауи, он уменьшил себя и разорвал тело Туны изнутри. Мауи отрезал голову Туны и по совету своей матери закопал её в углу своего дома.
Вскоре из головы Туны пробился росток и из него выросла кокосовая пальма. Так люди получили кокосы.

## Гавайи
Множество историй о богине Хине, особенно связанных с луной, можно найти в главе 15 «Мифы о Хине» (англ. «Hina Myths») книги Марты Беквит «Гавайская мифология» (англ. Martha Beckwith, Hawaiian Mythology).
Хина, в основном, описывается как очень привлекательная, умная, целеустремлённая молодая женщина, за которой охотятся мужчины и различные мифологические существа. Ей надоедает жить среди толпы, и она улетает на луну и становится лунной богиней. Хина из Хило, аналогия греческой Елены, была похищена принцем Каупипи Молокайским.

## Самоа
В Самоа, аналогией Хины является Сина. Одна из идентичных легенд — Сина и угорь.

## Хина в литературе
Ричард Адамс написал поэму по таитянской истории of Хины и Мауи и опубликовал её под названием Легенда о Мауи(англ. The Legend of Te Maui).
В известном произведении Семь дочерей Евы, Брайана Сайкса упоминается имя Хины.

## Хина в музыке
Дэвид Ли Рот записал песню Hina, которая вошла в альбом "Skyscraper, " выпущенный в 1988 году.

## Ина из Вёл Хэвен/Грюннерлоке
Богиня норвежского происхождения, по слухам проглотившая живую корову целиком. Описывается беспощадной и приводящей в страх.